# ドミンゴ・ミラス
ドミンゴ・ミラス（Domingo Miras Molina、1934年2月5日 - 2022年1月20日）は、スペインの劇作家である。
1975年にDe San Pascual a San Gilでロペ・デ・ベガ賞、1980年にLas alumbradas de la Encarnación Benditaでティルソ・デ・モリーナ賞を受賞した。また、2000年にはUna familia normal and Gente que prosperaでw:National Dramatic Literature Awardを受賞した。
ミラスは、2022年1月20日にカンポ・デ・クリプターナにおいて87歳で死去した。